# Coleophora collina
Coleophora collina é uma espécie de mariposa do gênero Coleophora pertencente à família Coleophoridae.